# Cameron County, Texas
Cameron County är ett county i sydligaste delen av delstaten Texas i USA. Den administrativa huvudorten (county seat) är Brownsville. De största orterna i countyt är Brownsville och Harlingen.

## Geografi
Enligt United States Census Bureau har countyt en total area på 3 305 km². 2 347 km² av den arean är land och 961 km² är vatten.

### Angränsande countyn
- Willacy County, Texas - norr
- Hidalgo County, Texas - väst
- Tamaulipas, Mexiko - söder